# Rasa (sanskrit)
Pour les articles homonymes, voir Rasa.
Rasa (devanāgarī : रस) est un terme sanskrit qui signifie « goût» ou « saveur ». Dans la philosophie du Sāṃkhya, rasa est l'un des cinq objets de perception (tanmātra) associé à l'organe des sens (jñānendriya) appelé « la langue (jihvā) ». Les autres objets de perception ou éléments subtils étant le son (śabda), le toucher (sparśa), la forme/couleur (rūpa) et l'odeur (gandha).

## Dans le Sāṃkhya
Dans le Sāṃkhya, entre autres dans la Sāṃkhyakārikā d'Īśvarakṛṣṇa, l'élément subtil ou rudimentaire rasa est produit par l'organe interne Ahaṃkāra (l'égo producteur du sens du « je ») qui lui est plus subtil. À son tour, celui-ci produit l'un des cinq éléments distincts ou grossiers (Mahābhūta) appelé en sanskrit ap (élément Eau) qui sont à l'origine des atomes (aṇu).

### Table de correspondance
Cette table met en correspondance quinze principes (tattva) qui participent de la cosmologie et de la constitution de l'homme selon la philosophie du Sāṃkhya. Les jñānendriya sont en correspondance avec les tanmātra, mais non directement avec les mahābhūta. Ces derniers sont produits par les tanmātra.
| Organe de connaissance (jñānendriya) | Objet de perception (tanmātra) | Élément grossier (mahābhūta) |
| ------------------------------------ | ------------------------------ | ---------------------------- |
| śrotra (oreille)                     | śabda (son)                    | ākāśa (espace ou éther)      |
| tvak (peau)                          | sparśa (toucher ou contact)    | vāyu (air)                   |
| cakṣus (œil)                         | rūpa (forme)                   | tejas (feu)                  |
| jihvā (langue)                       | rasa (goût ou saveur)          | ap (eau)                     |
| ghrāṇa (nez)                         | gandha (odeur)                 | pṛthivī (terre)              |